# アルマン・ポワン
アルマン・ポワン（Armand Point、1860年3月23日または1861年3月23日 - 1932年2月または1932年3月）はフランスの象徴主義運動に結び付いた画家、版画家、デザイナーで、薔薇十字サロンの設立者の一人。彼は後に自身の「アトリエ」を作った。

## 略歴
北アフリカのアルジェに生まれた。1888年にパリに出て、パリ国立高等美術学校（エコール・デ・ボザール）に入学し、はじめオリエンタリズムに影響され、写実的なスタイルの画家であった。1898年にイタリアを旅し、ルネサンス初期の巨匠たちの作品に感銘を受け、テンペラ画も描き始めた。イギリスのラファエル前派の画家、エドワード・バーン＝ジョーンズ、ジョン・ラスキンの作品を賞賛した。その後、象徴主義のスタイルに影響を受け、古典や中世をテーマとした絵画を描いた。
1890年代に作家、評論家のジョセファン・ペラダン（Joséphin Péladan）が主催した象徴派の展覧会、「薔薇十字サロン」（Salon de la Rose + Croix）などに出展し成功した。
1896年から1901年の間は、セーヌ＝エ＝マルヌ県のブロン＝マルロットに住み、「Atelier de Haute-Claire」というアトリエを開き、イギリスの「アーツ・アンド・クラフツ運動」を推進したウィリアム・モリスのように工芸品の製作を行ったが、工業的大量生産品と差別するために手作業にこだわった製品は高価で、一般市民のための優れたデザインを提供しようという趣旨には合わないものになってしまった。

## 作品

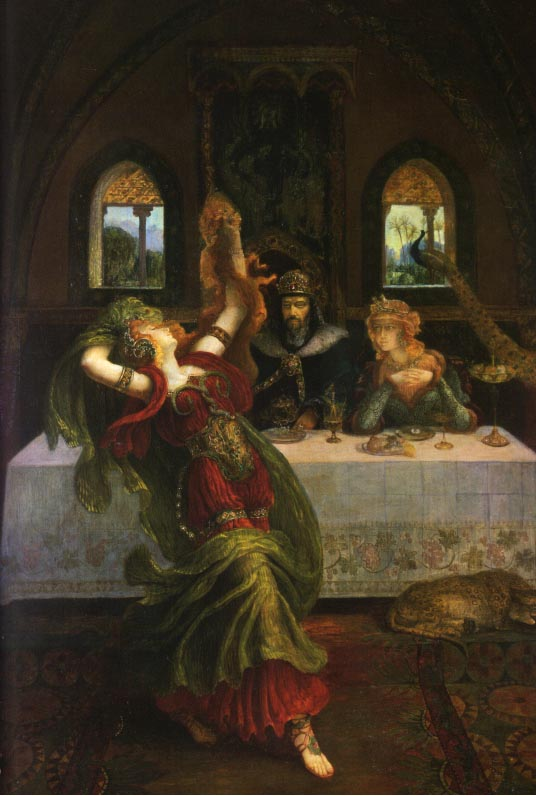
Salomé
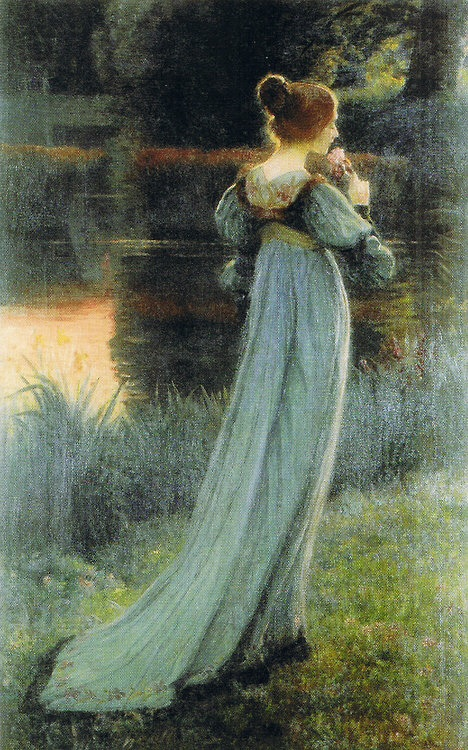
Contemplatie bij de vijver
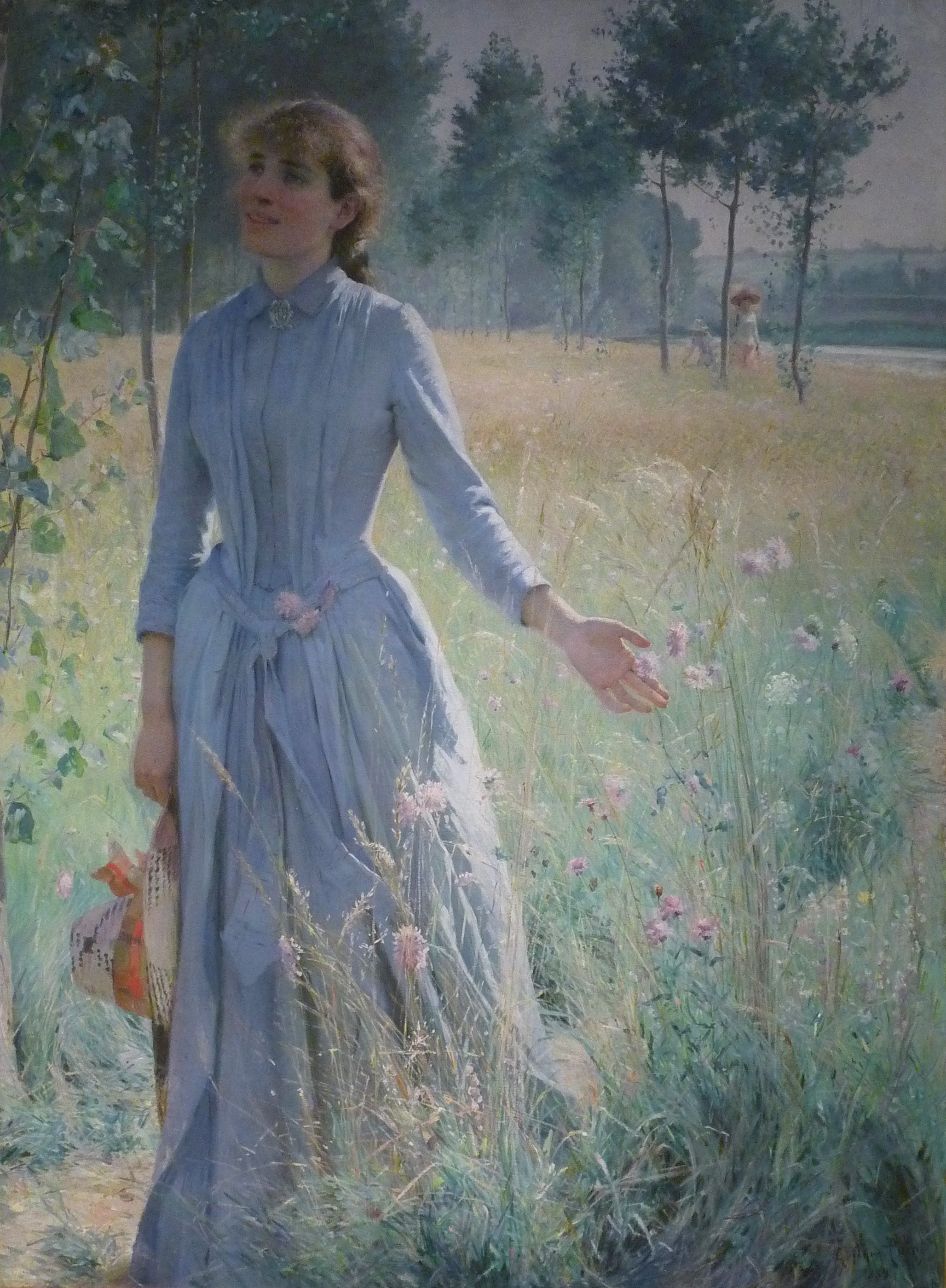
La Joie des choses
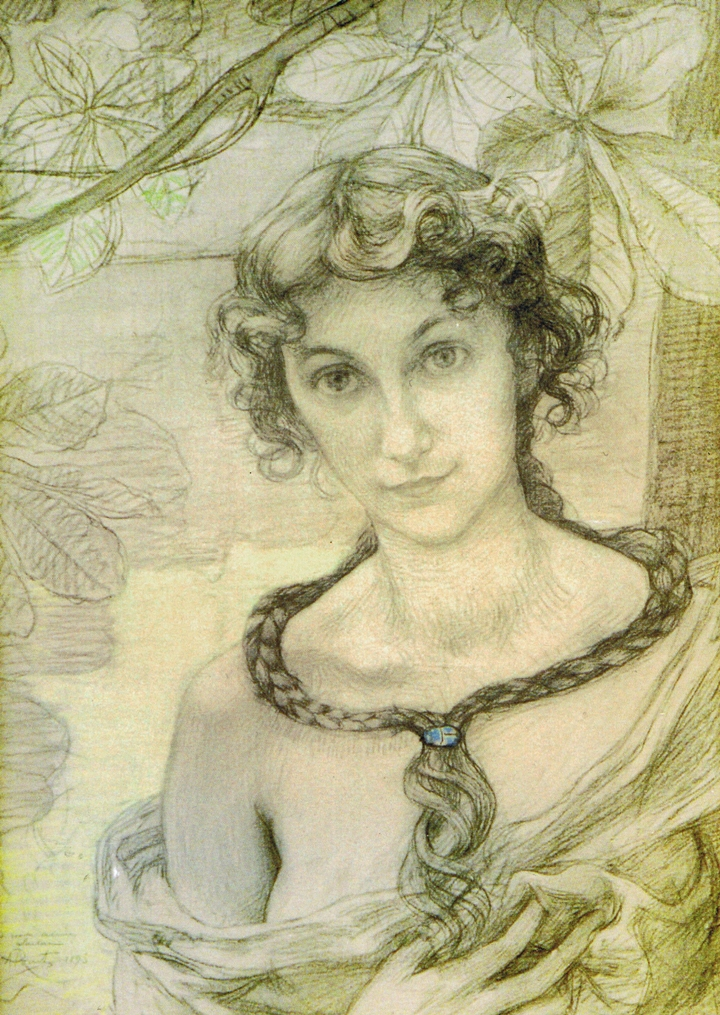
Hélène Lindner
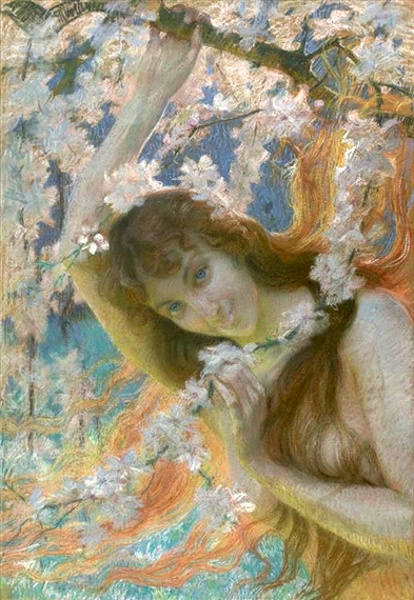
Kersenbloesem
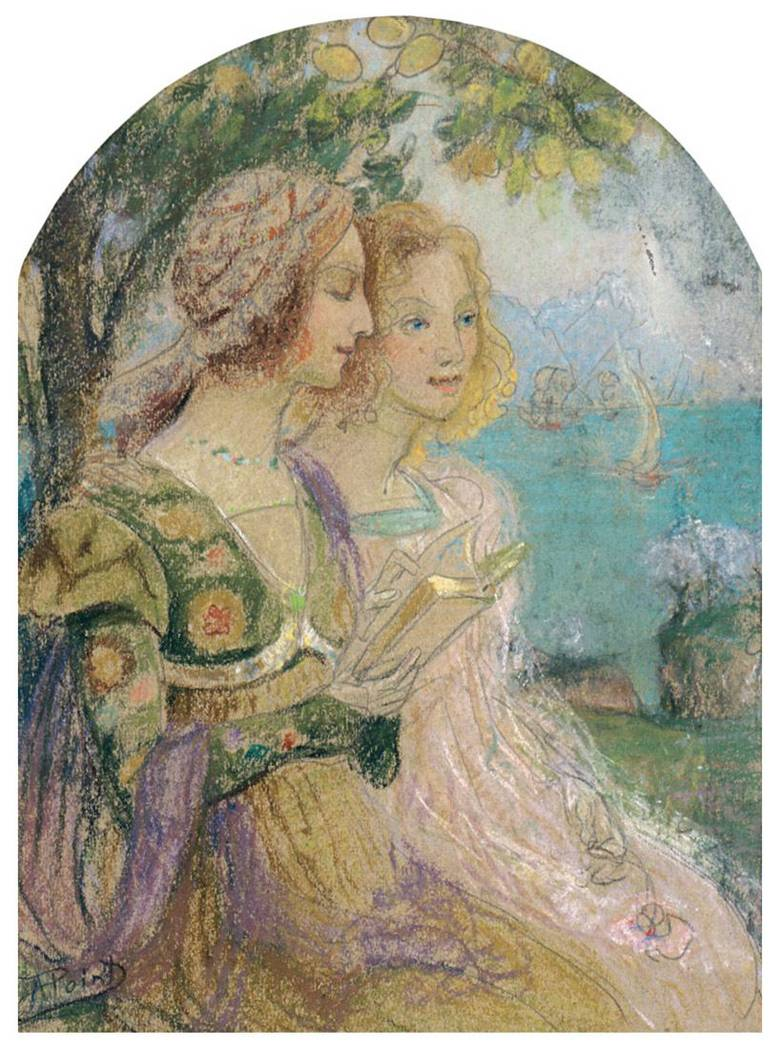
Légende Dorée (tempera)

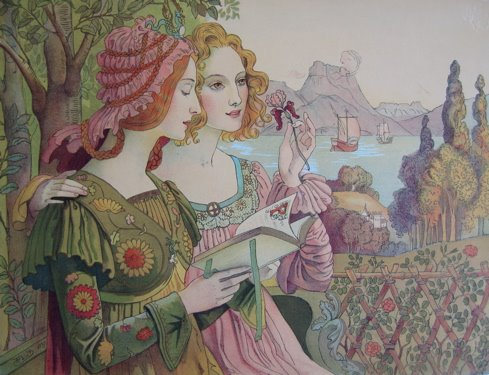
Légende Dorée (waterverf)
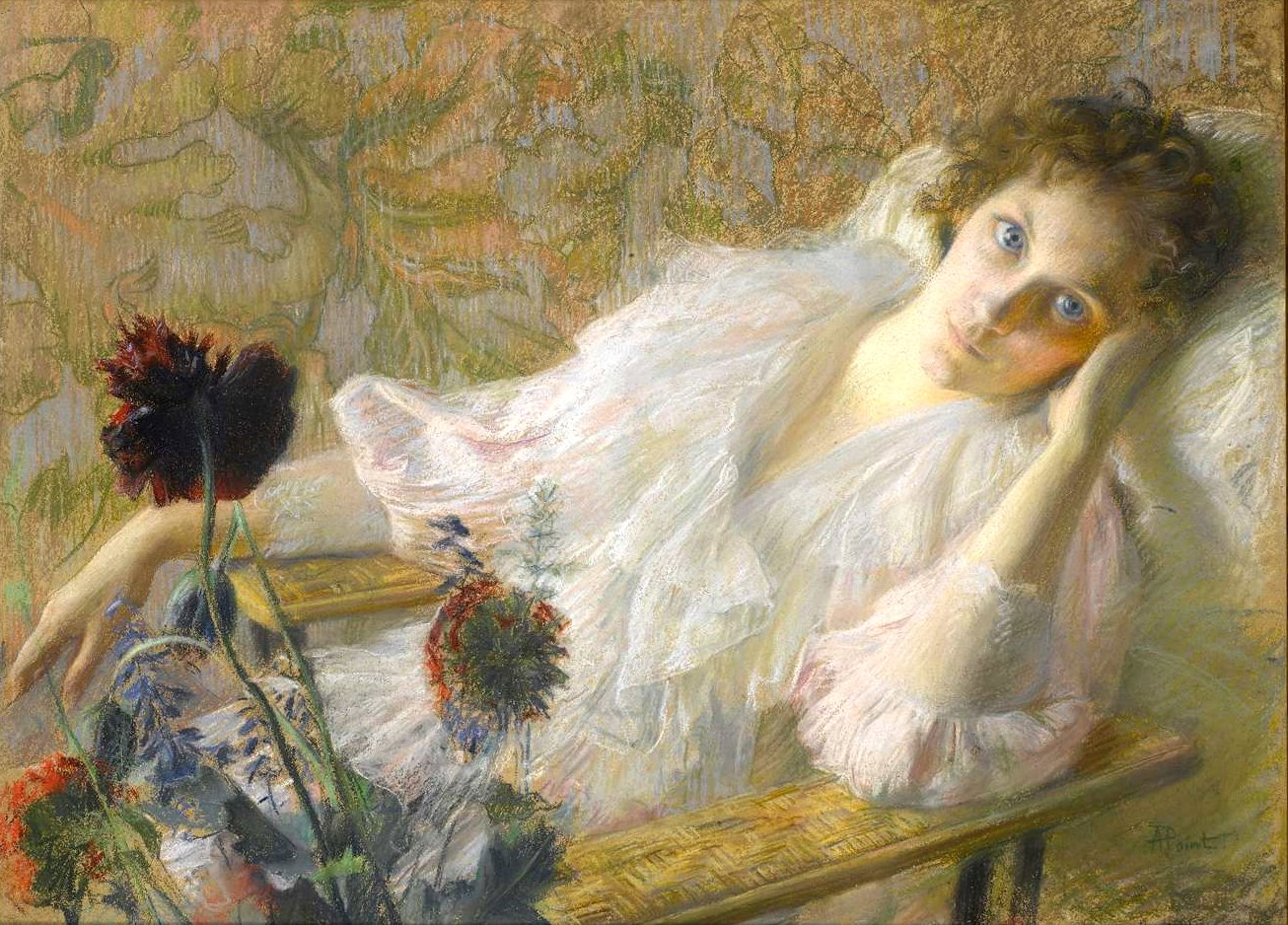
Ame d’Automne
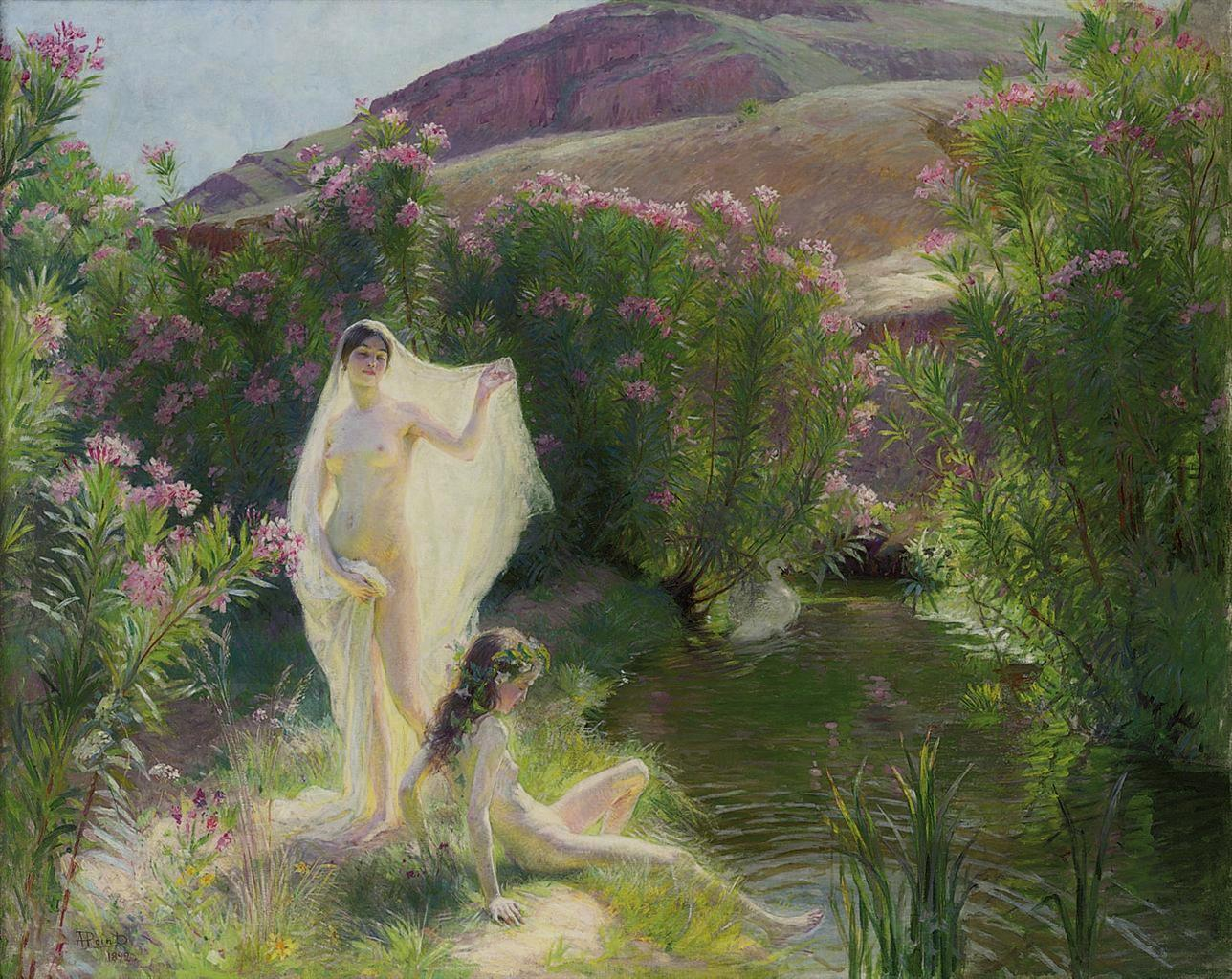
Les Baigneuses
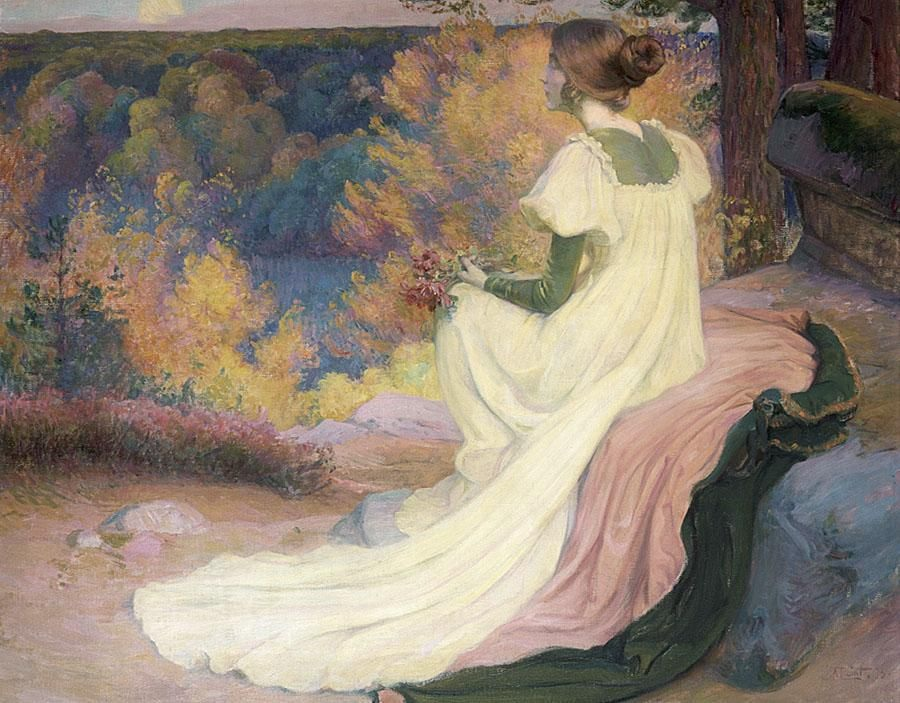
Automne